# A Tale of Two Cities (pel·lícula de 1911)
A Tale of Two Cities és una pel·lícula muda de la Vitagraph, basada en la novel·la homònima de Charles Dickens, protagonitzada per Maurice Costello i Florence Turner, entre d'altres. No hi ha unanimitat en les fonts pel que fa al director: als crèdits de la pel·lícula hi figura Charles Kent però en diferents fonts s'hi esmenta William J. Humphrey. La pel·lícula es va produir en tres bobines que es van estrenar de manera independent el 21, 24 i 25 de febrer de 1911.

## Argument
A Londres, Lucie Mannette s'assabenta que el seu pare, el Dr. Manette ha estat alliberat de la Bastilla i que viu a la botiga de vins que té el seu antic servent Defarge a París. Jarvis Lorry l'ajuda i la porta a retrobar el seu pare. Mentrestant, Charles Darnay, de família noble renuncia al seu títol nobiliari, deixa les seves possessions per ajudar el poble i marxa a Anglaterra. Allà és acusat de ser un espia. L'advocat Sydney Caron aconsegueix que sigui declarat innocent quan demostra que el testimoni és incapaç de distingir-lo de Darnay. En ser alliberat, Lucie dona les gràcies a l'advocat i ell se n'enamora. Ella però es casa amb Darnay. Posteriorment, durant el Regnat del Terror, Darnay és capturat a França i condemnat a la guillotina per ser un noble. Carton, aleshores el visita a la presó i s'intercanvia amb ell per tal que Lucie pugui recuperar el seu marit.

## Repartiment
- Maurice Costello (Sydney Carton)
- Florence Turner (Lucie Manette)
- Norma Talmadge (noia que acompanya Carton a la guillotina)
- William J. Humphrey (el duc D'Evremonde)
- Florence Foley (fill del llenyataire)
- Kenneth Casey (el fill del duc)
- James W. Morrison (germà de la camperola)
- Charles Kent (Dr. Manette)
- Lillian Walker (camperola perseguida pel marquès)
- Leo Delaney (Darnay)
- William Shea (Jarvis Lorry)
- Mabel Normand
- Earle Williams
- Edith Storey
- John Bunny
- Ralph Ince
- Julia Swayne Gordon
- Helen Gardner
- Tefft Johnson
- Dorothy Kelly
- Edwin R. Phillips
- Eleanor Radinoff
- Anita Stewart
- Lydia Yeamans Titus

## Producció
La pel·lícula va ser feta en una època en què la majoria eren d'una sola bobina ja que es considerava que el públic no aguantaria més temps una pel·lícula. Tot i que les tres bobines es van estrenar en tres dies successius, la revista Moving Picture World recomanava als exhibidors que esperessin a tenir les tres bobines i les projectessin a la vegada. Norma Talmadge interpreta en aquesta pel·lícula una condemnada a mort. Fins aquell moment només havia fet rols molt menors però és a rel d'aquesta pel·lícula que comença a cridar l'atenció del públic.